# I Never Loved a Man the Way I Love You
I Never Loved A Man (The Way I Love You) é o décimo álbum de estúdio da cantora americana de soul e lenda da música negra Aretha Franklin. É seu primeiro álbum pela gravadora Atlantic Records e considerado pela crítica seu melhor álbum e um dos álbuns mais influentes da história da música moderna. Foi certificado de ouro em 1967, atingindo o #2 lugar nas paradas da Billboard Hot 100 e o primeiro lugar nas paradas de Black Music. Em Janeiro de 2000, foi eleito pelo The New York Times um dos 25 álbuns que representam “pontos de virada e pincelagem na música popular do século XX”. É comumente apontado por críticos e fãs do gênero como o melhor álbum de soul e R&B de todos os tempos.
O álbum produziu dois grandes hits que foram para o topo das paradas de sucesso da época e convertidos em grandes sucessos da carreira de Aretha, a canção título "I Never Loved a Man (The Way I love You)" e "Respect", que atingiu o primeiro lugar durante duas semanas.

## História
Depois de seis anos gravando álbuns de jazz de pouco sucesso pela Columbia Records, Aretha assina contrato com a gravadora Atlantic e passa a trabalhar com Jerry Wexler, produtor de artistas renomados como Ray Charles e Ruth Brown. Jerry queria extrair todo o potencial soul de Aretha que havia sido esnobado em sua antiga gravadora, então a levou para os estúdios FAME em Muscle Shoals, Alabama para gravar junto aos famosos músicos do Muscle Shoals Rhythm Section. Conta a história que quando Jerry Wexler, Aretha e Ted White, seu marido, chegaram ao estúdio, os músicos estavam todos muito à vontade a acabaram não dando atenção a nenhum dos três. Wexler, furioso pelo desinteresse dos músicos, teria dito: “ponham os sapatos, porque agora chegou alguém que realmente pode cantar!!!”. Com Aretha ao piano cantando, em poucos segundos estavam todos os músicos de queixo caído e, impressionados, tentavam acompanhá-la nos demais instrumentos, assim nascia “I Never Loved a Man (The Way I Love You)”, a canção título do álbum, composta por Ronnie Shannon.
| Críticas profissionais | Críticas profissionais |
| Avaliações da crítica  | Avaliações da crítica  |
| Fonte                  | Avaliação              |
| ---------------------- | ---------------------- |
| All Music Guide        | [ 2 ]                  |
| Robert Christgau       | (A)                    |
| Warr.org               | [ 4 ]                  |

“I Never Loved a Man (The Way I Love You)”, a canção, tão logo foi gravada e atingiu 9ª posição nas paradas da época se tornando seu primeiro grande sucesso musical e comercial. Mas o fenômeno viria apenas com o cover da canção de Otis Redding, “Respect”, que se tornaria sua canção assinatura na América. "Respect" não apenas se tornou um verdadeiro hino em prol dos direitos civis e feministas da época, como também por ser uma das melhores canções já cantadas por um artista de qualquer gênero, sendo um divisor de águas na música popular. Considerada por muitos críticos como a melhor canção/referência à música soul, “Respect”, ocupa a 5ª posição na lista das "melhores canção de todos os tempos pela revista" divulgada pela Rolling Stone Magazine. Também aparecendo na lista das canções que moldaram o Rock and Roll. O álbum atingiu o segundo lugar em vendas na Billboard Hot 100 e um lugar privilegiado na história da música, desfrutando uma posição de “muito imitado, mas nunca igualado”.

## Lista de faixas
Lado Um
1. "Respect" (Otis Redding) – 2:29
2. "Drown in My Own Tears" (Henry Glover) – 4:07
3. "I Never Loved a Man (The Way I Love You)" (Ronny Shannon) – 2:51
4. "Soul Serenade" (Curtis Ousley, Luther Dixon) – 2:39
5. "Don't Let Me Lose This Dream" (Aretha Franklin, Ted White) – 2:23
6. "Baby, Baby, Baby" (A. Franklin, Carolyn Franklin) – 2:54

Lado Dois
1. "Dr. Feelgood (Love Is a Serious Business)" (A. Franklin, White) – 3:23
2. "Good Times" (Sam Cooke) – 2:10
3. "Do Right Woman, Do Right Man" (Dan Penn, Chips Moman) – 3:16
4. "Save Me" (Ousley, A. Franklin, C. Franklin) – 2:21
5. "A Change Is Gonna Come" (Cooke) – 4:20

1995 faixas bônus da reedição
1. "Respect" (versão estéreo)
2. "I Never Loved a Man (The Way I Love You)" (versão estéreo)
3. "Do Right Woman, Do Right Man" (versão estéreo)

## Honrarias
- Em 2000, foi eleito pelo The New York Times como um dos 25 álbuns mais significativos da década de 1960.
- Em 2003, foi eleito pela revista Rolling Stone como o 83º melhor álbum de todos os tempos.[5]
- Em 2001, foi eleito pela VH1 como o 30º melhor álbum de todos os tempos. A segundo melhor posição para uma artista feminina.
- Em 2006, foi listado como um dos 100 álbuns de todos os tempos pela revista TIME.[6]
- Em 2012, a Rolling Stone o elegeu como o melhor álbum feminino da história. Numa lista que continham nomes como Joni Mitchell, Patti Smith, Carole King, Janis Joplin, Dusty Springfield e Adele.[7]

## Grammy Awards
| Ano  | Vencedor  | Categoria                                |
| ---- | --------- | ---------------------------------------- |
| 1968 | "Respect" | Melhor Gravação de R&B                   |
| 1968 | "Respect" | Melhor Performance Vocal de R&B Feminina |

## Créditos
- Aretha Franklin – piano, vocal
- King Curtis – tenor saxofone
- Carolyn Franklin – voz
- The Sweet Inspirations – voz
- Willie Bridges – saxofone barítono
- Charles Chalmers – saxofone tenor
- Gene Chrisman – bateria
- Tommy Cogbill – baixo
- Jimmy Johnson – guitarra
- Melvin Lastie – trompete, corneta
- Chips Moman – guitarra
- Dewey Oldham – teclado